# 別列濟夫
49°31′16″N 22°54′15″E / 49.52111°N 22.90417°E
別列濟夫（烏克蘭語：Березів），是烏克蘭西部的村莊，隸屬利維夫州的桑比爾區。該村面積0.6平方公里，海拔高度353米，2001年人口287，人口密度每平方公里478.33人。	